# Рыжи, Николай Кирьякович
Никола́й Кирья́кович Рыжи́ (6 декабря 1896, Витебск — 22 октября 1972, Одесса) — советский военачальник, генерал-полковник артиллерии (18.02.1958).

## Биография
В Красной Армии с сентября 1918 года. Принимал участие в Гражданской войне. Служил делопроизводителем 1-го лёгкого артиллерийского дивизиона в 1-й Смоленской пехотной дивизии. С сентября 1919 года служил и воевал в составе 17-й стрелковой дивизии: делопроизводитель отдельного артиллерийского дивизиона, начальник связи артиллерийского дивизиона, с мая 1920 — начальник команды управления артиллерийского дивизиона, с июля 1921 — адъютант 17-го лёгкого артиллерийского дивизиона, с февраля 1922 — помощник командира артиллерийской батареи и с апреля 1922 — командир батареи. Воевал на Западном фронте.
Окончил Высшую артиллерийскую школу в 1923 году. После её окончания вернулся в 17-ю стрелковую дивизию (к тому времени входила в войска Московского военного округа) на ту же должность, а с сентября 1924 года командовал дивизионом в артиллерийском полку дивизии. В 1926 году окончил Курсы усовершенствования командного состава. С февраля 1927 года — начальник штаба артиллерийского полка в этой же дивизии, с января 1931 — помощник по строевой части командира артиллерийского полка. В общей сложности прослужил в артиллерии 17-й стрелковой дивизии более 12 лет.
С февраля 1932 года — начальник 1-й части штаба 1-й артиллерийской дивизии, затем начальник штаба этой дивизии. С ноября 1932 — начальник штаба артиллерии Московской Пролетарской стрелковой дивизии, с 1934 — начальник окружного артиллерийского полигона Харьковского военного округа, а в апреле 1935 года вернулся в Московскую Пролетарскую дивизию на должность начальника артиллерии дивизии. С марта 1939 года — начальник артиллерии 14-го стрелкового корпуса,
Участник советско-финской войны в должности начальника артиллерии корпуса. Был награждён орденом Красной Звезды. В 1941 году окончил Курсы высшего начальствующего состава при Военной академии РККА имени М. В. Фрунзе.
В начале Великой Отечественной войны воевал начальником артиллерии 14-го стрелкового корпуса на Южном фронте. С июля 1941 года — начальник артиллерии Отдельной Приморской армии. В этой должности проявил себя выдающимся артиллерийским командиром при обороне Одессы и обороне Севастополя, в труднейших условиях умело маневрируя немногочисленными силами артиллерии, организуя артиллерийскую оборону и быстрое сосредоточение артогня на наиболее угрожаемых участках. Участвовал в планировании и проведении Керченско-Феодосийской десантной операции.
С июля 1942 — начальник артиллерии Забайкальского фронта. На последнем этапе Второй мировой войны в этой должности успешно действовал при разгроме японской Квантунской армии в ходе Маньчжурской стратегической наступательной операции в советско-японской войне (август 1945 года).
В послевоенное время с декабря 1945 года командовал артиллерией Забайкальско-Амурского военного округа, с июня 1947 — артиллерией Забайкальского военного округа. В 1952 году кончил Высшие академические курсы при Высшей военной академии имени К. Е. Ворошилова. С 1952 года — командующий артиллерией Туркестанского военного округа. С ноября 1959 года находился в распоряжении Главнокомандующего сухопутными войсками. В апреле 1960 года Н. К. Рыжи уволен в отставку по болезни.
Умер в 1972 году в Одессе. Похоронен в Одессе на 2-м Христианском кладбище.

## Воинские звания
- Полковник — 05.02.1936
- Генерал-майор артиллерии — 11.02.1942
- Генерал-лейтенант артиллерии — 07.06.1943
- Генерал-полковник артиллерии — 18.02.1958

## Награды
- Орден Ленина (21.02.1945)[2]
- Четыре ордена Красного Знамени (8.02.1942[3], 10.02.1942, 3.11.1944, 20.06.1949)
- Орден Кутузова 2-й степени (8.09.1945)
- Орден Отечественной войны 1-й степени (22.02.1944)
- Орден Красной Звезды (19.05.1940)
- Медаль «За оборону Одессы»
- Медаль «За оборону Севастополя»
- Медали СССР
- Орден Боевого Красного Знамени (Монголия)
- Медаль «За Победу над Японией» (Монголия)
- Медаль «25 лет Монгольской Народной Революции»